# TV10 Gold
TV10 Gold, de voorloper van TV10, was een Nederlandse televisiezender die van mei 1995 tot februari 1996 op de Nederlandse televisie te zien was.
Op 1 mei 1995 lanceerde Wegener Arcade de televisiestations TV10 Gold en TMF6, die tot het najaar van dat jaar samen één kanaal deelden. TMF6 zond uit tot zes uur ’s avonds; TV10 Gold verzorgde de avondprogrammering van het kanaal.
TV10 Gold profileerde zich in televisieland als ‘herhaalkanaal’. De gehele programmering bestond uit Engelstalige televisieklassiekers.
Het logo van TV10 Gold bestond uit een gele ronde bal met het cijfer tien. De leader was sterk gebaseerd op de jingle van Radio 10 Gold, net als TV10 Gold onderdeel van Wegener Arcade. De zender had een beperkt programma-aanbod; men beschikte slechts over een vijftal series. Hierdoor werd een serie vrij snel herstart, nadat alle afleveringen van de serie waren uitgezonden.
Om van het oubollige imago af te komen, veranderde TV10 Gold de naam in februari 1996 in TV10.
De klassieke paradepaartjes van TV10 Gold, zoals M*A*S*H, The Love Boat en James Herriot bleven op TV10. Het programma-aanbod werd aangevuld met diverse Nederlandstalige producties, waaronder spelshows, filmprogramma’s en auto- en reismagazines.